# Surface 2
微软制造的Surface 2是Surface Windows RT 平板电脑产品线中的一员。Surface 2 于2013年10月22日正式发布，是2012年发布的第一代Surface的后继机型。